# 西贝莜面村

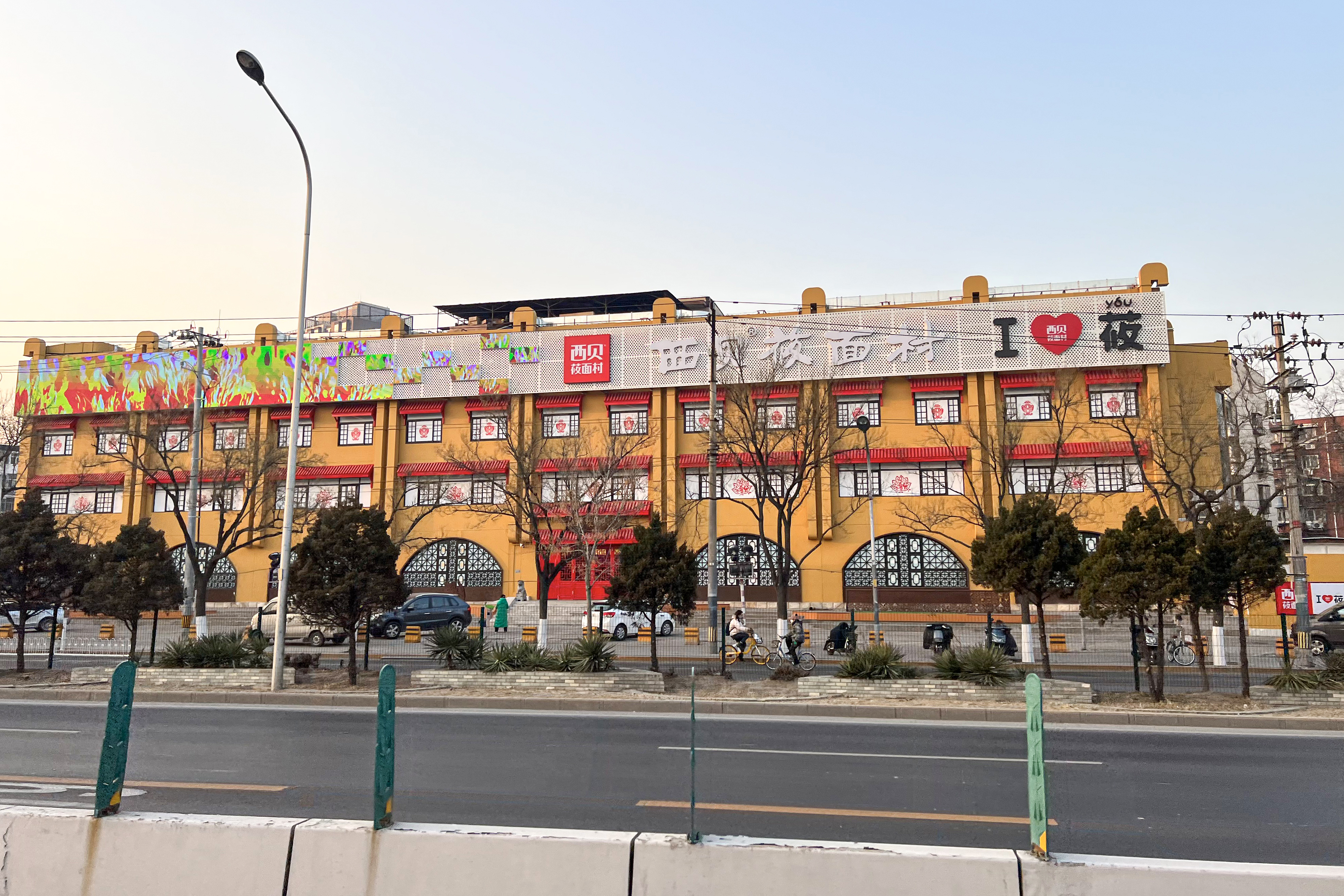
西贝莜面村六里桥店，该店2002年开业，现为西贝餐饮北京旗舰店，同时也是北京西贝餐饮管理有限公司的总部所在地

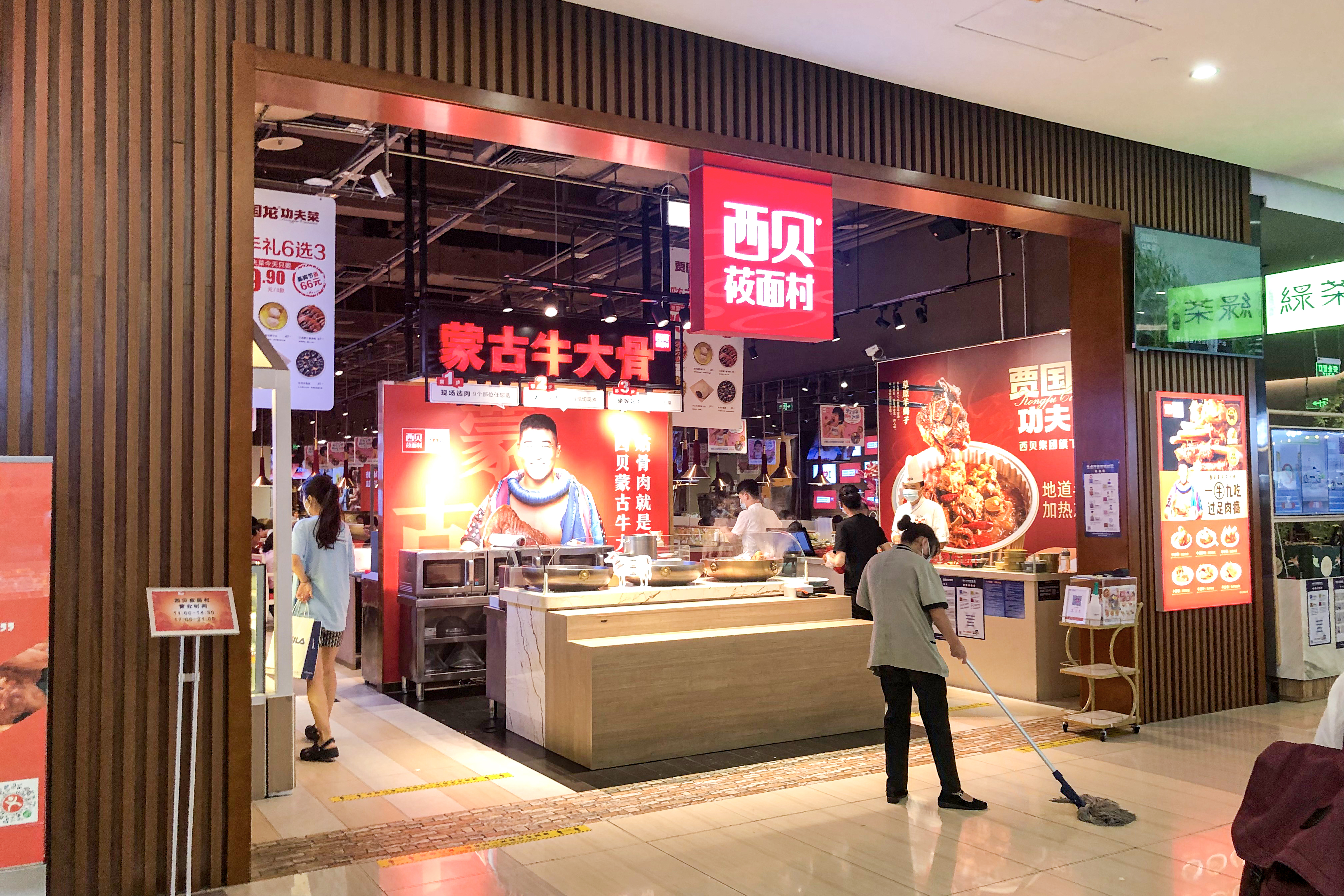
位于北京金源时代购物中心的分店

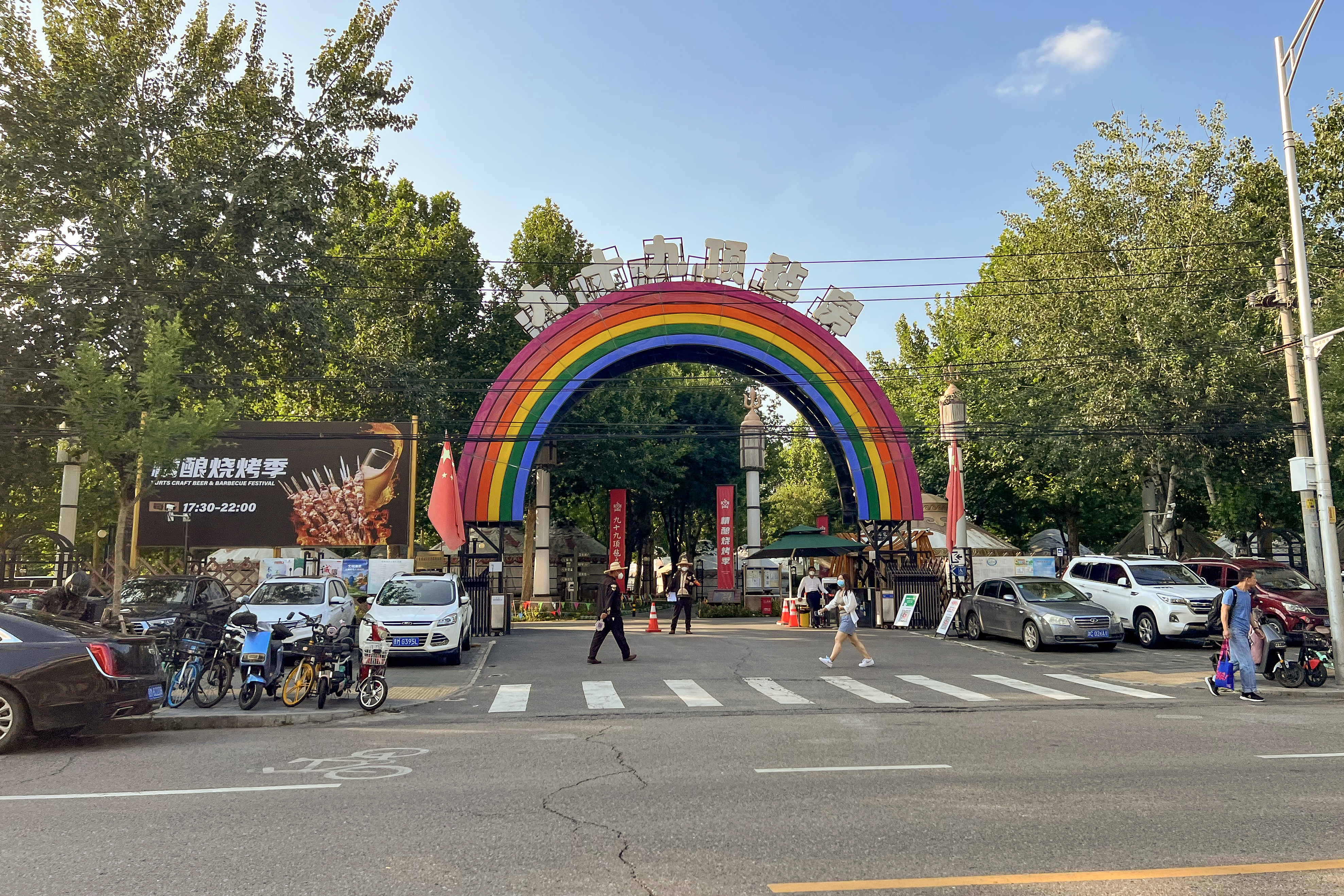
九十九顶毡房为西贝旗下的另一个餐饮品牌

西贝莜面村又稱北京西贝餐饮管理有限公司、西贝餐饮、西贝餐饮集团、西贝，是中華人民共和國一家西北菜餐饮连锁企业。西贝莜面村曾推出快餐品牌超级肉夹馍以及现炒饭菜品牌弓长张，但這兩個均已關門。

## 歷史
1988年5月，贾国龙在内蒙古临河市东郊開設一家名为黄土坡风味的小吃店。1993年10月，西贝餐饮有限责任公司成立。1999年，贾国龙在北京西翠路承包了金翠宫海鲜大酒楼，亏损4个月后将其改为北京金翠宫莜面美食村，這是西贝第一家北京门店（现已不存）。2002年，西贝餐饮在北京六里桥首次以“西贝莜面村”之名开店，开始了这一品牌的扩张之路。
2010年至2013年，西贝莜面村四易其名，先后更名为西贝西北民间菜、西贝西北菜、西贝烹羊专家，后改回西贝莜面村。西贝餐饮2015年开始探索快餐业务，但屡次失败后于2020年5月暂缓快餐项目。
截至2020年7月16日，中華人民共和國25个省58个城市共有379家西贝门店。

## 外部連結
- 官方网站